# П'єтро де Крістофаро
П'єтро де Крістофаро (італ. Pietro de Cristofaro, Неаполь, 1 вересня 1900 року – 16 квітня 1941 року) – італійський морський офіцер.

## Життєпис
П'єтро де Крістофаро народився в Неаполі 1 вересня 1900 року. 17 вересня 1914 року вступив до Морської академії в Ліворно, яку закінчив у 1919 році у званні гардемарина. Під час Першої світової війни проходив службу на бронепалубному крейсері «Флавіо Джоя», яки використовувався як навчальний корабель.
Отримав звання молодшого лейтенанта 17 березня 1921 року, звання лейтенанта трьома роками пізніше.
27 серпня 1927 року П'єтро де Крістофаро був серйозно поранений під час авіакатастрофи гідролітака Savoia-Marchetti S.59 поблизу Фіуме, на якому він перебував як спостерігач 188-ї ескадри морської розвідки. Після одужання у березні 1928 року був зарахований до складу Корпусу екіпажів військово-морського флоту (італ. Corpo degli equipaggi militari marittimi) у Римі.
З квітня 1929 року до лютого 1931 року П'єтро де Крістофаро був офіцером-ординарцем Принца Савойського Умберто II. 1 грудня 1932 року йому було присвоєно звання капітана 3-го рангу, та призначено капітаном есмінця «Лука Таріго» і потім міноносця «Кортелаццо». Також протягом короткого часу він був другим капітаном есмінця «Даніеле Манін».
У серпні 1935 року П'єтро де Крістофаро був переведений до штабу ВМС і 1 червня 1937 року — переведений у Триполі, де призначений до складу Верховного командування армії у Північній Африці. Після повернення до Італії його призначили другим капітаном легкого крейсера «Дука дельї Абруцці». У вересні 1939 року його призначили до складу командування 5-ї повітряної ескадри.
У листопаді 1939 року П'єтро де Крістофаро знову був призначений капітаном есмінця «Лука Таріго», капітаном якого залишався до 10 червня 1940 року, до моменту вступу Італії у Другу світову війну. Протягом перших 10 місяців війни П'єтро де Крістофаро на посту капітана «Лука Таріго» брав участь у численних супроводах конвоїв з Італії в Лівію, а також у постановці мінних загороджень в Сицилійській протоці.
13 квітня 1941 року «Лука Таріго» разом з есмінцями «Балено» та «Лампо» вирушив з Неаполя у Триполі, супроводжуючи конвой німецьких транспортів «Адана», «Арта», «Аегіна», «Ізерон» та італійського транспорту «Сабаудія» із солдатами та спорядженням для Африканського корпусу. П'єтро де Крістофаро був командувачем ескорту. Уночі 19 квітня поблизу острову Керкенна конвой був атакований чотирма британськими есмінцями під командуванням капітана 1-го рангу Філіпа Мака.
«Лампо» та «Балено», заскочені зненацька, не змогли ефективно протидіяти ворожій атаці, і «Лука Таріго», залишився наодинці з британськими кораблями, безуспішно намагаючись захистити транспорти. Есмінець був пошкоджений ворожим вогнем, внаслідок якого капітану П'єтро де Крістофаро відірвало ногу.
Незважаючи на важкі пошкодження, «Лука Таріго» зумів вразити торпедами британський есмінець «Могаук», який згодом затонув. Незабаром «Лука Таріго» затонув майже з усім екіпажем, включаючи П'єтро де Крістофаро.
Капітан П'єтро де Крістофаро посмертно був нагороджений Золотою медаллю «За військову доблесть». 

## Вшанування
На честь П'єтро де Крістофаро планувалось назвати один з есмінців типу «Команданті Медальє д'Оро», але будівництво не було завершене.
Також на честь П'єтро де Крістофаро був названий головний корабель однойменної серії корветів типу «П'єтро де Крістофаро», який перебував на службі протягом 1965—1992 років.

## Нагороди
- Золота медаль «За військову доблесть».
- Бронзова медаль «За військову доблесть».
- Хрест «За військову доблесть»